# Gangsters (film 1992)
Gangsters è un film del 1992 diretto da Massimo Guglielmi.

## Trama
Genova, 1945, al termine della seconda guerra mondiale Umberto, Giulio ed Enrico, tre partigiani dei Gap, intendono continuare la loro lotta, uccidendo i fascisti, resisi responsabili della morte e delle torture a danno degli antifascisti, che non sono stati catturati o che sono rimasti impuniti. Le loro azioni tuttavia non hanno un'esclusiva finalità punitiva o di vendetta, confidando che in tutto il paese la lotta continuerà, fino ad arrivare all'auspicata rivoluzione.
Il Partito Comunista Italiano tuttavia prende le distanze da queste azioni e, venuto a conoscenza dell'identità dei tre, invia il funzionario Bava, conoscente dei tre ed amico di Giulio, per intimargli di fermarsi ma il tentativo non avrà successo.

## Casi mediatici
Il produttore del film, Gianni Minervini, ne denunciò l'esclusione dal Festival del Cinema di Venezia da parte dell'allora direttore Gillo Pontecorvo, con la motivazione che esso fosse "brutto", evitando, a detta del produttore, di ammettere che il film fosse stato escluso per ragioni politiche.